# Dorothée von Medem
Dorothée de Courlande (Dorothea von Kurland, en Allemand), née comtesse Anna Charlotte Dorothea von Medem, est comtesse de Kurzeme, diplomate et salonnière allemande. Elle est née le 3 février 1761 à Mežotne en Lettonie, et morte le 20 août 1821 à Löbichau en duché de Saxe-Gotha-Altenbourg.

## Biographie
Ses parents sont le comte Friedrich von Medem, de la vieille noblesse de Kurzeme, et Louise Charlotte von Manteuffel. Le 6 novembre 1779, elle épouse Pierre von Biron, de 37 ans son aîné, duc de Courlande et de Sémigalie. De ce mariage naissent six enfants, dont deux meurent en bas âge.
Grâce à sa beauté et son statut de comtesse, elle fréquente les milieux sociaux les plus élevés. En raison des difficultés politiques avec la noblesse de Courlande et le roi de Pologne, elle accompagne pendant plusieurs mois son mari nommé pour une mission diplomatique à Varsovie, mais fait également des séjours à Berlin, Saint-Pétersbourg et à Carlsbad, ville balnéaire réputée, où le comte Christian Christoph Clam-Gallas (de) bâtit un temple en son honneur. Après la naissance de sa fille Dorothée en 1793, elle vit principalement à Berlin où elle tient un salon. L'année suivante, elle achète le domaine de Löbichau où elle passe les mois d'été dans le nouveau château. Elle se fait alors appeler duchesse de Courlande et reçoit de nombreuses invitations de poètes, philosophes, parents et amis. Elle accueille souvent sa demi-sœur, Elisa von der Recke, et son amant, Christoph August Tiedge. Elle connaît personnellement le tsar Alexandre Ier de Russie, Frédéric-Guillaume III de Prusse, Napoléon Ier, Talleyrand, Metternich, Goethe, Schiller… 
Après que sa plus jeune fille, Dorothée, épouse Edmond de Talleyrand-Périgord, un neveu du ministre français, Dorothée de Courlande vient souvent à Paris et a une liaison avec ce dernier. Sous son influence, elle passe de l'admiration à la haine de Napoléon. En 1814, elle va au congrès de Vienne, où elle rencontre de nouveau Talleyrand.
Elle meurt le 20 août 1821 à Löbichau. Son corps est transféré quelques années plus tard dans le caveau familial à Żagań pour reposer auprès de Pierre von Biron, mort en 1800.

## Descendance
Du mariage de Pierre von Biron et de Dorothée von Medem, naissent six enfants :
- Wilhelmine de Sagan (1781–1839), mariée au prince de Rohan-Guéménée puis au prince Troubezkoy puis au comte von schulenburg son dernier mari, elle fut la  maîtresse du Tzar Alexandre I de Russie et de  Klemens Wenzel von Metternich.
- Pauline de Sagan (1782–1845), mariée au prince Hermann de Hohenzollern Hechingen.
- Johanna Katharina de Sagan (1783–1876), mariée au duc d' Acerenza
- Peter (1787–1790).
- Charlotte (1789-1791).
- Dorothée de Courlande (1793-1862), reconnue par Pierre von Biron mais née probablement de la relation extraconjugale avec le comte Alexander Batowski : titrée duchesse de Talleyrand et de Sagan.

## Source, notes et références
1. ↑  « Les femmes "diplomates" en Europe de 1815 à nos jours », sur Écrire une histoire nouvelle de l'Europe (consulté le 28 août 2023).

- (de) Cet article est partiellement ou en totalité issu de l’article de Wikipédia en allemand intitulé « Dorothea von Kurland » (voir la liste des auteurs).
- (de) Heinrich Diederichs, « Dorothea Anna Charlotte, Herzogin von Kurland », dans Allgemeine Deutsche Biographie (ADB), vol. 5, Leipzig, Duncker & Humblot, 1877, p. 357-358
- Christoph August Tiedge: Anna Charlotte Dorothea. Letzte Herzogin von Kurland. F. A. Brockhaus, Leipzig 1823 (Digitalisat)
- Emilie von Binzer: Drei Sommer in Löbichau 1819–21. Stuttgart 1877
- Clemens Brühl: Die Sagan. Berlin 1941
- (de) Irene Neander, « Dorothea », dans Neue Deutsche Biographie (NDB), vol. 4, Berlin, Duncker & Humblot, 1959, p. 83 (original numérisé).